# Maria Philipse
Maria Johanna Philipse (Ede, 16 april 1863 – Castricum, 10 september 1952), ook bekend als Maria Johanna Baukema-Philipse en als M. Baukema, was een Nederlands beeldend kunstenaar. Zij is bekend als aquarellist, etser, schilder en tekenaar, ook met pen en pastel. Een groot deel van haar leven werkte ze in Arnhem, namelijk van 1901-1951.

## Biografie
Philipse volgde geen formele kunstopleiding, maar was autodidact. Zij kreeg echter advies van Willem Witsen (1860 – 1923). Een brief aan hem uit 1900 is bewaard gebleven, waarin zij beschrijft dat zij bezig is met een ets, waar onder andere grote zonnebloemen op staan. Ook schrijft zij daarin over verkoudheden bij haar kinderen, Siegertje en Zusje. Ook haar man schreef aan Willem Witsen dat hij het waardeerde dat hij zijn vrouw wilde helpen.
In haar jonge jaren werkte ze in Heelsum, in elk geval tot haar huwelijk in 1887, maar het grootste deel van haar leven werkte ze in Arnhem, namelijk van 1901-1951.  Omdat haar echtgenoot tot 1899 in Heelsum woonde, en in dat jaar naar Arnhem verhuisde, is het waarschijnlijk dat zij dezelfde route volgde. In 1923 woonde zij aan de Pelsrijckenstraat 26 in Arnhem.
Zij was lid van een aantal gerenommeerde kunstenaarsverenigingen, namelijk van Arti et Amicitiae in Amsterdam (vanaf 1907), van de Rotterdamsche Kunstkring en van Kunst voor Allen (Arnhem), een vereniging die in 1907 werd opgericht door Cornelis de Lorm. Zelf gaf zij les aan Alida Henriëtte Runeman.

## Werk
Philipse maakte onder andere boekdecoraties, en schilderde of tekende boslandschappen, zoals zoveel vrouwen uit haar tijd bloemstillevens maar ook andere stillevens en ten slotte ook kerkinterieurs en stadsgezichten.
In 1901 behaalde zij een zilveren medaille op de vierjaarlijkse tentoonstelling te Arnhem. In 1902 schreef een recensent lovend over haar werk van Doorwerth op een expositie bij Arti et amicitiae.
 

In 1933 maakte zij een bordspel, het 'Arnhemsch Historisch Gezelschapsspel', uitgegeven door B. Hesselink-Guëttler, ter gelegenheid van het 700-jarig bestaan van Arnhem. Dit werd uitgedeeld aan 10.000 leerlingen van scholen in Arnhem.

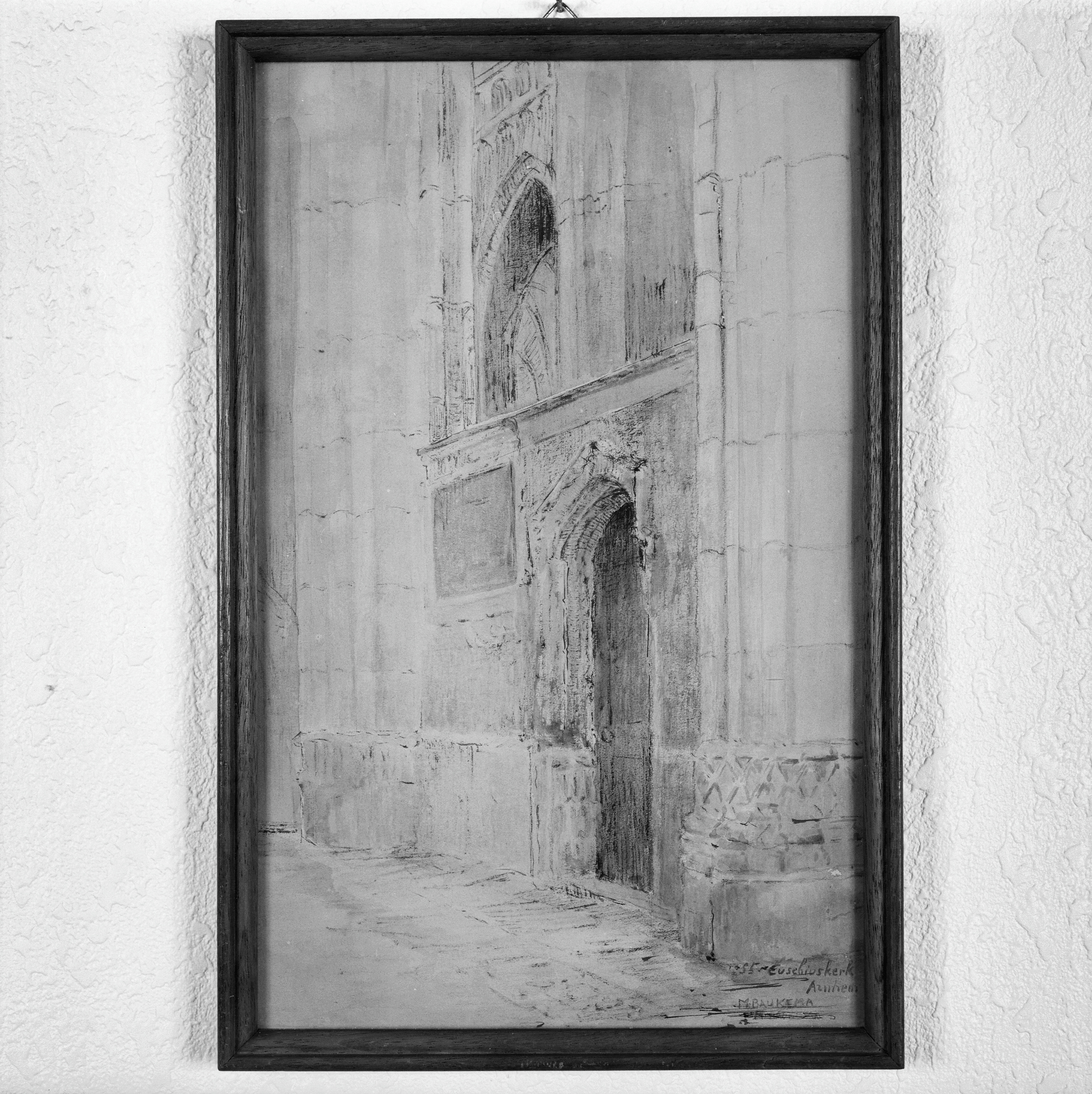
Interieur Sint-Eusebiuskerk
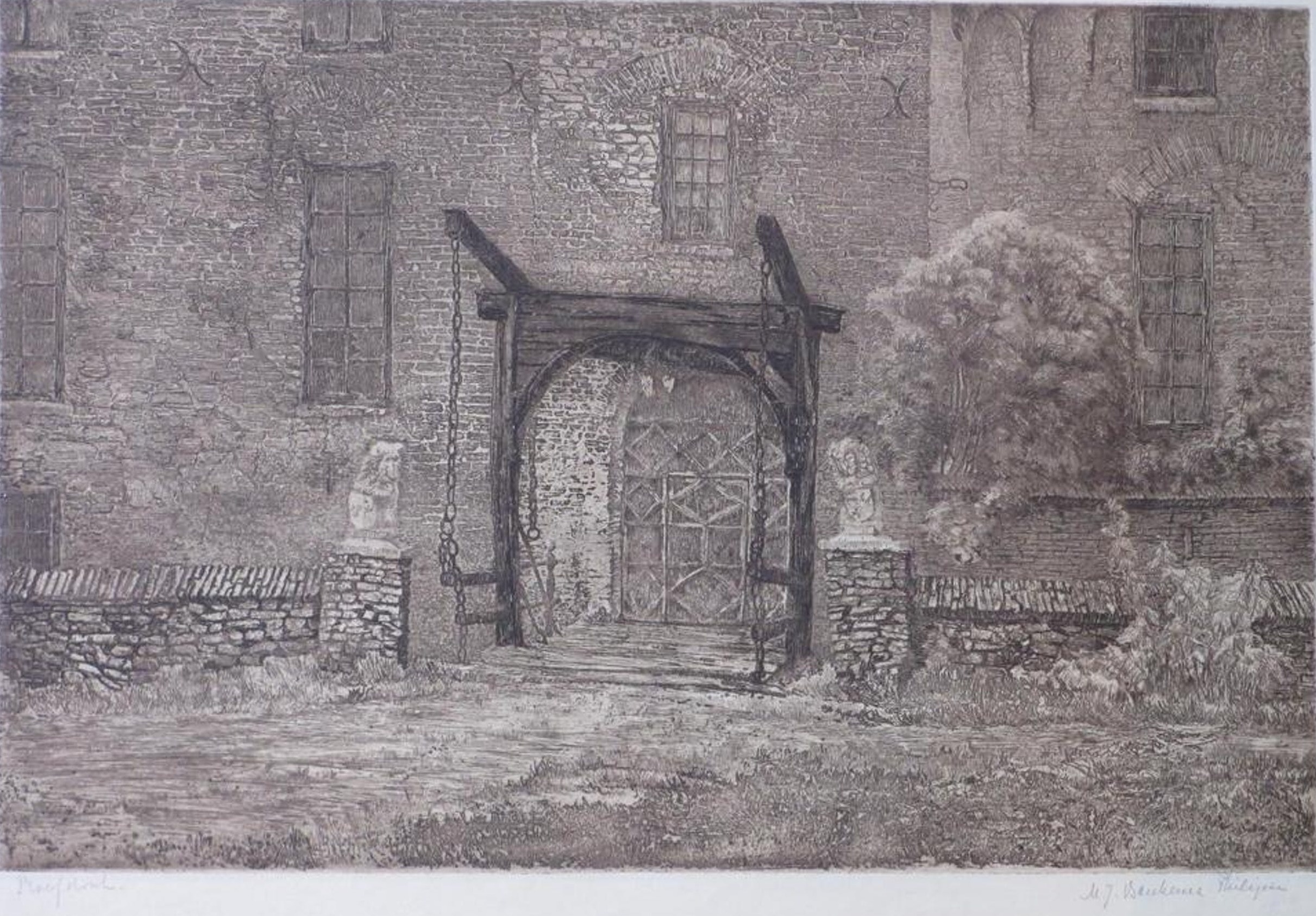
toegang tot kasteel Doorwerth
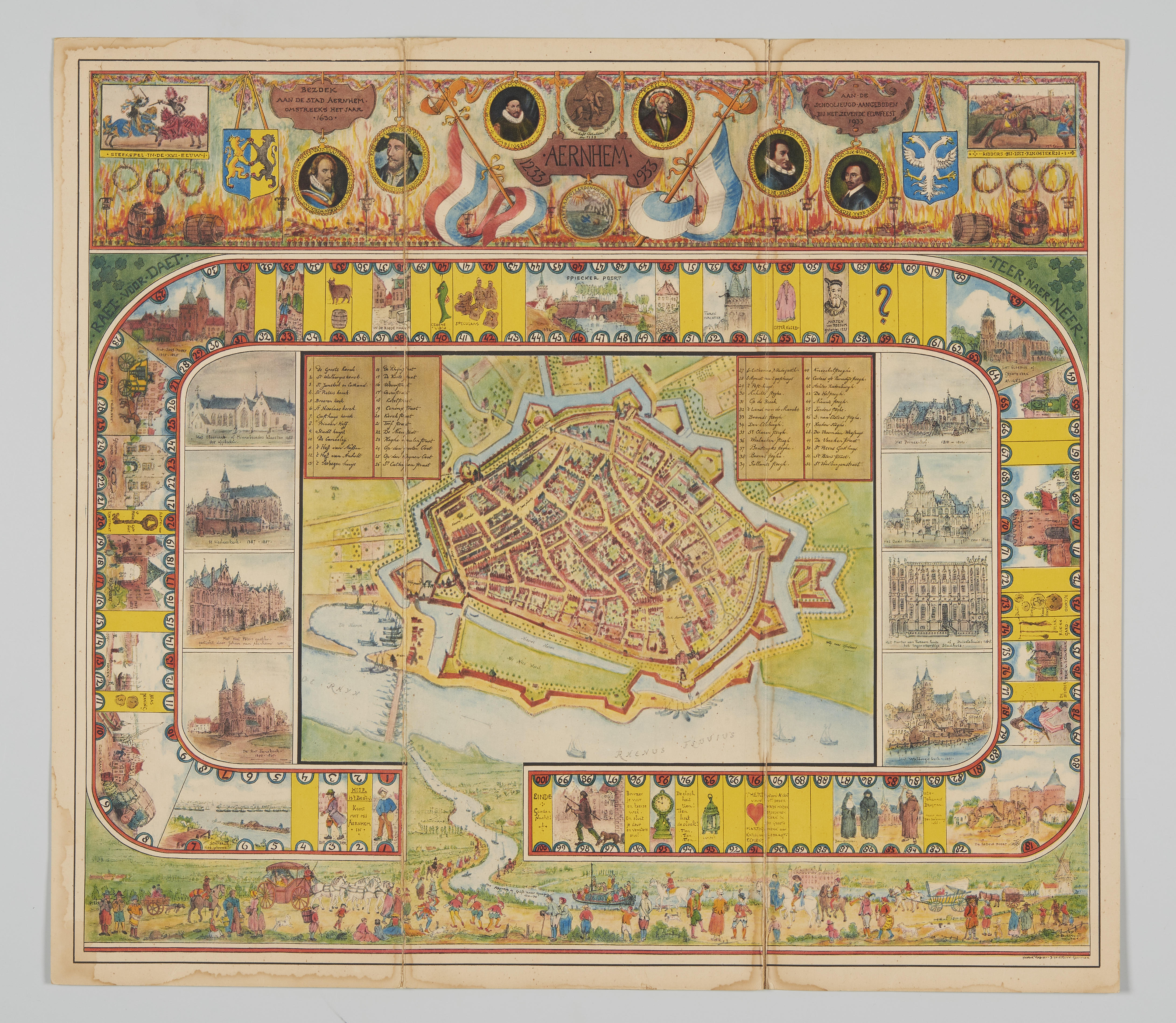
Bordspel 700 jaar Arnhem

## Persoonlijk
Philipse was een dochter van Marie Adriaan Frederik Hendrik Philipse en Marie Elisabeth de Ranitz. Zij trouwde in 1887 in Arnhem met de 11 jaar oudere weduwnaar van Stijntje Schaap, Sieger Baukema (1852-1936), kunstschilder en leraar. Hun zoontje, Hendrik Frederik Marie Adriaan Baukema, overleed in 1890 toen hij 1 jaar oud was. Het echtpaar had ook nog twee dochters, Maria Elisabeth Baukema (geboren 1889), die verpleegster werd en Henriette Jacoba Baukema (geboren 1891), laboratoriumassistente van beroep en een zoon, Sieger Jan Baukema, geboren in 1895 te Heelsum.

## Wetenswaardigheden
- De Maria Johanna Philipseweg in Renkum, vlak bij Heelsum, is naar haar genoemd.